# تسلستنوو (شهرستان اوتووتسک)
تسلستنوو (به لهستانی:  Celestynów) یک روستا در لهستان است که در گمینا تسلستنوو واقع شده‌است. تسلستنوو ۴٬۰۰۰ نفر جمعیت دارد.